# Originalverpackung
Die Originalverpackung (abgekürzt OVP) ist die Verpackung, in der ein Produkt vom Hersteller ausgeliefert wird. In der Regel schützt sie das Produkt auf dem gesamten Transportweg optimal, um Transportschäden zu minimieren.
Die Abkürzung OVP hat mehrere Bedeutungen, unter anderem kann sie auch originalverpackt bedeuten.

## Verwendung der AbkürzungOVP
Die Abkürzung OVP wird  häufig in Online-Auktionshäusern oder in Verkaufsanzeigen von Zeitungen und Magazinen verwendet. Dabei kann gemeint sein, dass die Originalverpackung vorhanden ist und mit verschickt wird oder aber, dass die Ware noch originalverpackt ist, sich also in der ungeöffneten Originalverpackung befindet. Dies wird oftmals auch mit „NEU+OVP“ angegeben. Im Allgemeinen sind diesbezüglich jedoch Missverständnisse möglich.
Für Originalverpackungen selbst existiert ein eigener Markt. Deswegen wird im Einzelfall auch nur die einzelne Verpackung zum Kauf angeboten. Der Verkauf von Originalkartons ohne das eigentliche Produkt und ohne eindeutigen Hinweis darauf ist Betrug.

## Garantiefall
Im Garantiefall ist die Rücksendung in Originalverpackung oft von Herstellern erwünscht, 
damit aufgrund von weiteren Identifizierungsmerkmalen festgestellt werden kann, ob es sich um einen ordentlichen Erwerb über einen zugelassenen Händler handelt. Hintergrund ist der Missbrauch durch Plagiate.
In Einzelfällen werden umgetauschte Waren vom Fachpersonal wieder neu, originalähnlich verpackt.